# Вулиця Жуків затон
Ву́лиця Жу́ків зато́н — вулиця у Голосіївському районі міста Києва, в межах забудови котеджного містечка «Коник» у місцевості Віта-Литовська. Пролягає від вулиці Квіткові луки до кінця забудови.
Прилучаються вулиці Кленова долина та Багряна дуброва.
Назва вулиці — з 2011 року.